# Alegeți-vă durerea
„Choose Your Pain” este al cincilea episod al serialului TV științifico-fantastic Star Trek: Discovery care are  loc în anul 2256.  A avut premiera pe CBS la 15 octombrie 2017.